# Park Jeong-hwa
Park Jeong-hwa (hangul: 박정화), även känd som Jeonghwa, född 8 maj 1995 i Anyang, är en sydkoreansk sångerska och skådespelare.
Hon har varit medlem i den sydkoreanska tjejgruppen EXID sedan gruppen debuterade 2012.

## Diskografi

### Album
| Datum       | Albumtitel  | Topplacering          |
| Datum       | Albumtitel  | Sydkorea (Gaon Chart) |
| ----------- | ----------- | --------------------- |
| 13 aug 2012 | Hippity Hop | 13                    |
| 13 apr 2015 | Ah Yeah     | 5                     |
| 1 jun 2016  | Street      | 2                     |
| 10 apr 2017 | Eclipse     | 5                     |

## Filmografi

### TV-serier
| År   | Titel                     | Kanal       | Roll              |
| ---- | ------------------------- | ----------- | ----------------- |
| 2004 | Wives on Strike           | SBS         | cameoroll         |
| 2015 | Webtoon Hero Toondra Show | MBC Every 1 | Yook Ah-young     |
| 2017 | Mask                      | webbdrama   | Lee Chae-ri/Enita |